# Danh sách tiểu hành tinh: 24501–24600
| Tên                | Tên đầu tiên | Ngày phát hiện       | Nơi phát hiện                      | Người phát hiện                                        |
| ------------------ | ------------ | -------------------- | ---------------------------------- | ------------------------------------------------------ |
| 24501 -            | 2001 AN37    | 5 tháng 1 năm 2001   | Socorro                            | LINEAR                                                 |
| 24502 -            | 2001 AT38    | 1 tháng 1 năm 2001   | Kitt Peak                          | Spacewatch                                             |
| 24503 -            | 2001 AJ42    | 3 tháng 1 năm 2001   | Anderson Mesa                      | LONEOS                                                 |
| 24504 -            | 2001 AD45    | 15 tháng 1 năm 2001  | Oizumi                             | T. Kobayashi                                           |
| 24505 -            | 2001 BZ      | 17 tháng 1 năm 2001  | Oizumi                             | T. Kobayashi                                           |
| 24506 -            | 2001 BS15    | 21 tháng 1 năm 2001  | Oizumi                             | T. Kobayashi                                           |
| 24507 -            | 2001 BH18    | 19 tháng 1 năm 2001  | Socorro                            | LINEAR                                                 |
| 24508 -            | 2001 BL26    | 20 tháng 1 năm 2001  | Socorro                            | LINEAR                                                 |
| 24509 Joycechai    | 2001 BT27    | 20 tháng 1 năm 2001  | Socorro                            | LINEAR                                                 |
| 24510 -            | 2001 BY31    | 20 tháng 1 năm 2001  | Socorro                            | LINEAR                                                 |
| 24511 -            | 2001 BM33    | 20 tháng 1 năm 2001  | Socorro                            | LINEAR                                                 |
| 24512 -            | 2001 BK35    | 20 tháng 1 năm 2001  | Socorro                            | LINEAR                                                 |
| 24513 -            | 2001 BL35    | 20 tháng 1 năm 2001  | Socorro                            | LINEAR                                                 |
| 24514 -            | 2001 BB58    | 21 tháng 1 năm 2001  | Socorro                            | LINEAR                                                 |
| 24515 -            | 2001 BN58    | 21 tháng 1 năm 2001  | Socorro                            | LINEAR                                                 |
| 24516 -            | 2001 BB66    | 26 tháng 1 năm 2001  | Socorro                            | LINEAR                                                 |
| 24517 Omattage     | 2001 BN71    | 29 tháng 1 năm 2001  | Socorro                            | LINEAR                                                 |
| 24518 -            | 2001 BR76    | 26 tháng 1 năm 2001  | Kitt Peak                          | Spacewatch                                             |
| 24519 -            | 2001 CH      | 1 tháng 2 năm 2001   | Đài thiên văn Zvjezdarnica Višnjan | K. Korlević                                            |
| 24520 Abramson     | 2001 CW1     | 1 tháng 2 năm 2001   | Socorro                            | LINEAR                                                 |
| 24521 -            | 2001 CZ1     | 1 tháng 2 năm 2001   | Socorro                            | LINEAR                                                 |
| 24522 -            | 2001 CO2     | 1 tháng 2 năm 2001   | Socorro                            | LINEAR                                                 |
| 24523 Sanaraoof    | 2001 CV3     | 1 tháng 2 năm 2001   | Socorro                            | LINEAR                                                 |
| 24524 Kevinhawkins | 2001 CY3     | 1 tháng 2 năm 2001   | Socorro                            | LINEAR                                                 |
| 24525 -            | 2001 CS4     | 1 tháng 2 năm 2001   | Socorro                            | LINEAR                                                 |
| 24526 Desai        | 2001 CA5     | 1 tháng 2 năm 2001   | Socorro                            | LINEAR                                                 |
| 24527 -            | 2001 CA6     | 1 tháng 2 năm 2001   | Socorro                            | LINEAR                                                 |
| 24528 -            | 2001 CP11    | 1 tháng 2 năm 2001   | Socorro                            | LINEAR                                                 |
| 24529 Urbach       | 2001 CW17    | 2 tháng 2 năm 2001   | Socorro                            | LINEAR                                                 |
| 24530 -            | 2001 CP18    | 2 tháng 2 năm 2001   | Socorro                            | LINEAR                                                 |
| 24531 -            | 2001 CE21    | 2 tháng 2 năm 2001   | Socorro                            | LINEAR                                                 |
| 24532 -            | 2001 CY21    | 1 tháng 2 năm 2001   | Anderson Mesa                      | LONEOS                                                 |
| 24533 -            | 2001 CR27    | 2 tháng 2 năm 2001   | Anderson Mesa                      | LONEOS                                                 |
| 24534 -            | 2001 CX27    | 2 tháng 2 năm 2001   | Anderson Mesa                      | LONEOS                                                 |
| 24535 -            | 2001 CA28    | 2 tháng 2 năm 2001   | Anderson Mesa                      | LONEOS                                                 |
| 24536 -            | 2001 CN33    | 13 tháng 2 năm 2001  | Socorro                            | LINEAR                                                 |
| 24537 -            | 2001 CB35    | 13 tháng 2 năm 2001  | Socorro                            | LINEAR                                                 |
| 24538 Charliexie   | 2001 DM5     | 16 tháng 2 năm 2001  | Socorro                            | LINEAR                                                 |
| 24539 -            | 2001 DP5     | 16 tháng 2 năm 2001  | Socorro                            | LINEAR                                                 |
| 24540 -            | 2001 DJ16    | 16 tháng 2 năm 2001  | Socorro                            | LINEAR                                                 |
| 24541 Hangzou      | 2001 DO16    | 16 tháng 2 năm 2001  | Socorro                            | LINEAR                                                 |
| 24542 -            | 2001 DD17    | 16 tháng 2 năm 2001  | Socorro                            | LINEAR                                                 |
| 24543 -            | 2001 DH19    | 16 tháng 2 năm 2001  | Socorro                            | LINEAR                                                 |
| 24544 -            | 2001 DT19    | 16 tháng 2 năm 2001  | Socorro                            | LINEAR                                                 |
| 24545 -            | 2001 DP25    | 17 tháng 2 năm 2001  | Socorro                            | LINEAR                                                 |
| 24546 Darnell      | 2001 DE35    | 19 tháng 2 năm 2001  | Socorro                            | LINEAR                                                 |
| 24547 Stauber      | 2001 DV36    | 19 tháng 2 năm 2001  | Socorro                            | LINEAR                                                 |
| 24548 Katieeverett | 2001 DW42    | 19 tháng 2 năm 2001  | Socorro                            | LINEAR                                                 |
| 24549 Jaredgoodman | 2001 DB69    | 19 tháng 2 năm 2001  | Socorro                            | LINEAR                                                 |
| 24550 -            | 2001 DM71    | 19 tháng 2 năm 2001  | Socorro                            | LINEAR                                                 |
| 24551 -            | 2048 P-L     | 24 tháng 9 năm 1960  | Palomar                            | C. J. van Houten, I. van Houten-Groeneveld, T. Gehrels |
| 24552 -            | 2226 P-L     | 24 tháng 9 năm 1960  | Palomar                            | C. J. van Houten, I. van Houten-Groeneveld, T. Gehrels |
| 24553 -            | 2590 P-L     | 24 tháng 9 năm 1960  | Palomar                            | C. J. van Houten, I. van Houten-Groeneveld, T. Gehrels |
| 24554 -            | 2608 P-L     | 24 tháng 9 năm 1960  | Palomar                            | C. J. van Houten, I. van Houten-Groeneveld, T. Gehrels |
| 24555 -            | 2839 P-L     | 24 tháng 9 năm 1960  | Palomar                            | C. J. van Houten, I. van Houten-Groeneveld, T. Gehrels |
| 24556 -            | 3514 P-L     | 17 tháng 10 năm 1960 | Palomar                            | C. J. van Houten, I. van Houten-Groeneveld, T. Gehrels |
| 24557 -            | 3521 P-L     | 17 tháng 10 năm 1960 | Palomar                            | C. J. van Houten, I. van Houten-Groeneveld, T. Gehrels |
| 24558 -            | 4037 P-L     | 24 tháng 9 năm 1960  | Palomar                            | C. J. van Houten, I. van Houten-Groeneveld, T. Gehrels |
| 24559 -            | 4148 P-L     | 24 tháng 9 năm 1960  | Palomar                            | C. J. van Houten, I. van Houten-Groeneveld, T. Gehrels |
| 24560 -            | 4517 P-L     | 24 tháng 9 năm 1960  | Palomar                            | C. J. van Houten, I. van Houten-Groeneveld, T. Gehrels |
| 24561 -            | 4646 P-L     | 24 tháng 9 năm 1960  | Palomar                            | C. J. van Houten, I. van Houten-Groeneveld, T. Gehrels |
| 24562 -            | 4647 P-L     | 24 tháng 9 năm 1960  | Palomar                            | C. J. van Houten, I. van Houten-Groeneveld, T. Gehrels |
| 24563 -            | 4858 P-L     | 24 tháng 9 năm 1960  | Palomar                            | C. J. van Houten, I. van Houten-Groeneveld, T. Gehrels |
| 24564 -            | 6056 P-L     | 24 tháng 9 năm 1960  | Palomar                            | C. J. van Houten, I. van Houten-Groeneveld, T. Gehrels |
| 24565 -            | 6577 P-L     | 24 tháng 9 năm 1960  | Palomar                            | C. J. van Houten, I. van Houten-Groeneveld, T. Gehrels |
| 24566 -            | 6777 P-L     | 24 tháng 9 năm 1960  | Palomar                            | C. J. van Houten, I. van Houten-Groeneveld, T. Gehrels |
| 24567 -            | 6790 P-L     | 24 tháng 9 năm 1960  | Palomar                            | C. J. van Houten, I. van Houten-Groeneveld, T. Gehrels |
| 24568 -            | 6794 P-L     | 24 tháng 9 năm 1960  | Palomar                            | C. J. van Houten, I. van Houten-Groeneveld, T. Gehrels |
| 24569 -            | 9609 P-L     | 24 tháng 9 năm 1960  | Palomar                            | C. J. van Houten, I. van Houten-Groeneveld, T. Gehrels |
| 24570 -            | 2153 T-1     | 25 tháng 3 năm 1971  | Palomar                            | C. J. van Houten, I. van Houten-Groeneveld, T. Gehrels |
| 24571 -            | 2179 T-1     | 25 tháng 3 năm 1971  | Palomar                            | C. J. van Houten, I. van Houten-Groeneveld, T. Gehrels |
| 24572 -            | 2221 T-1     | 25 tháng 3 năm 1971  | Palomar                            | C. J. van Houten, I. van Houten-Groeneveld, T. Gehrels |
| 24573 -            | 2237 T-1     | 25 tháng 3 năm 1971  | Palomar                            | C. J. van Houten, I. van Houten-Groeneveld, T. Gehrels |
| 24574 -            | 3312 T-1     | 26 tháng 3 năm 1971  | Palomar                            | C. J. van Houten, I. van Houten-Groeneveld, T. Gehrels |
| 24575 -            | 3314 T-1     | 26 tháng 3 năm 1971  | Palomar                            | C. J. van Houten, I. van Houten-Groeneveld, T. Gehrels |
| 24576 -            | 4406 T-1     | 26 tháng 3 năm 1971  | Palomar                            | C. J. van Houten, I. van Houten-Groeneveld, T. Gehrels |
| 24577 -            | 4841 T-1     | 13 tháng 5 năm 1971  | Palomar                            | C. J. van Houten, I. van Houten-Groeneveld, T. Gehrels |
| 24578 -            | 1036 T-2     | 29 tháng 9 năm 1973  | Palomar                            | C. J. van Houten, I. van Houten-Groeneveld, T. Gehrels |
| 24579 -            | 1320 T-2     | 29 tháng 9 năm 1973  | Palomar                            | C. J. van Houten, I. van Houten-Groeneveld, T. Gehrels |
| 24580 -            | 1414 T-2     | 30 tháng 9 năm 1973  | Palomar                            | C. J. van Houten, I. van Houten-Groeneveld, T. Gehrels |
| 24581 -            | 1474 T-2     | 30 tháng 9 năm 1973  | Palomar                            | C. J. van Houten, I. van Houten-Groeneveld, T. Gehrels |
| 24582 -            | 2085 T-2     | 29 tháng 9 năm 1973  | Palomar                            | C. J. van Houten, I. van Houten-Groeneveld, T. Gehrels |
| 24583 -            | 2197 T-2     | 29 tháng 9 năm 1973  | Palomar                            | C. J. van Houten, I. van Houten-Groeneveld, T. Gehrels |
| 24584 -            | 3256 T-2     | 30 tháng 9 năm 1973  | Palomar                            | C. J. van Houten, I. van Houten-Groeneveld, T. Gehrels |
| 24585 -            | 4201 T-2     | 29 tháng 9 năm 1973  | Palomar                            | C. J. van Houten, I. van Houten-Groeneveld, T. Gehrels |
| 24586 -            | 4230 T-2     | 29 tháng 9 năm 1973  | Palomar                            | C. J. van Houten, I. van Houten-Groeneveld, T. Gehrels |
| 24587 Kapaneus     | 4613 T-2     | 30 tháng 9 năm 1973  | Palomar                            | C. J. van Houten, I. van Houten-Groeneveld, T. Gehrels |
| 24588 -            | 4733 T-2     | 30 tháng 9 năm 1973  | Palomar                            | C. J. van Houten, I. van Houten-Groeneveld, T. Gehrels |
| 24589 -            | 5128 T-2     | 25 tháng 9 năm 1973  | Palomar                            | C. J. van Houten, I. van Houten-Groeneveld, T. Gehrels |
| 24590 -            | 1156 T-3     | 17 tháng 10 năm 1977 | Palomar                            | C. J. van Houten, I. van Houten-Groeneveld, T. Gehrels |
| 24591 -            | 2139 T-3     | 16 tháng 10 năm 1977 | Palomar                            | C. J. van Houten, I. van Houten-Groeneveld, T. Gehrels |
| 24592 -            | 3039 T-3     | 16 tháng 10 năm 1977 | Palomar                            | C. J. van Houten, I. van Houten-Groeneveld, T. Gehrels |
| 24593 -            | 3041 T-3     | 16 tháng 10 năm 1977 | Palomar                            | C. J. van Houten, I. van Houten-Groeneveld, T. Gehrels |
| 24594 -            | 3138 T-3     | 16 tháng 10 năm 1977 | Palomar                            | C. J. van Houten, I. van Houten-Groeneveld, T. Gehrels |
| 24595 -            | 3230 T-3     | 16 tháng 10 năm 1977 | Palomar                            | C. J. van Houten, I. van Houten-Groeneveld, T. Gehrels |
| 24596 -            | 3574 T-3     | 12 tháng 10 năm 1977 | Palomar                            | C. J. van Houten, I. van Houten-Groeneveld, T. Gehrels |
| 24597 -            | 4292 T-3     | 16 tháng 10 năm 1977 | Palomar                            | C. J. van Houten, I. van Houten-Groeneveld, T. Gehrels |
| 24598 -            | 4366 T-3     | 16 tháng 10 năm 1977 | Palomar                            | C. J. van Houten, I. van Houten-Groeneveld, T. Gehrels |
| 24599 -            | 5099 T-3     | 16 tháng 10 năm 1977 | Palomar                            | C. J. van Houten, I. van Houten-Groeneveld, T. Gehrels |
| 24600 -            | 1971 UQ      | 16 tháng 10 năm 1971 | Hamburg-Bergedorf                  | L. Kohoutek                                            |